# American Pluck
American Pluck è un film muto del 1925 diretto da Richard Stanton. Questo è l'ultimo film del regista.
Le bambine del film sono interpretate dalle sorelle Pat e Toby Wing, che avevano cominciato a recitare grazie al padre che lavorava alla Paramount. Ambedue avrebbero poi intrapreso la carriera artistica.
La sceneggiatura si basa sul romanzo Blaze Derringer di Eugene P. Lyle, Jr., pubblicato a New York nel 1910, che era già stato portato sullo schermo nel 1916 da L'americano, un film diretto da John Emerson e interpretato da Douglas Fairbanks.

## Trama
Il padre di Blaze Derringer, un ricco allevatore, taglia i viveri al figlio e lo spedisce a cercar di farsi strada nel mondo, intimandogli di non tornare se non dopo essere riuscito a guadagnarsi cinquemila dollari. Blaze fa amicizia con due vagabondi,  Jefferson Lee e Lord Raleigh. Quest'ultimo diventa il suo manager e Blaze deve affrontare un incontro di pugilato con Hard Boiled Perry. Il giovane si dimostra un buon pugile, mettendo al tappeto l'avversario. Ma i suoi colpi sono talmente forti che provocano la reazione del pubblico che si rivolta contro di lui. Costretto a fuggire, Blaze è aiutato dalla principessa Alice di Bargonia. La principessa si trova negli Stati Uniti alla ricerca di fondi che le servono per pagare il conte Verensky, che vuole costringerla al matrimonio. Accompagnata da Blaze, Alice ritorna in Bargonia. Qui, Blaze la conquista compiendo al suo servizio una serie di azioni spettacolari. Il giorno della sua inconorazione, la principessa, però, viene rapita da Verensky: sarà sempre Blaze a salvarla ottenendo il suo amore e, nel contempo, anche il trono di Bargonia.

## Produzione
Il film fu prodotto da I.E. Chadwick per la sua compagnia, la Chadwick Pictures Corporation. Venne girato in California, all'isola di Catalina.

## Distribuzione
Il copyright del film, richiesto dalla Chadwick Pictures Corp., fu registrato il 31 ottobre 1925 con il numero LP21958.
Distribuito dalla Chadwick Pictures Corporation, il film uscì nelle sale cinematografiche statunitensi il 15 ottobre dopo una prima tenuta a Houston, nel Texas, il 12 settembre 1925.
Ne esiste ancora un positivo in 16 mm. con copie in 8 mm. Nel 2009, la TeleVista ha riversato il film in DVD: la versione dura 56 minuti ed è in NTSC, con le didascalie in inglese.